# Eurychoria sticticata
Eurychoria sticticata är en fjärilsart som beskrevs av Louis Beethoven Prout 1916. Eurychoria sticticata ingår i släktet Eurychoria och familjen mätare. Inga underarter finns listade i Catalogue of Life.